# Stary Garbów
Stary Garbów (uitspraak: starɨ ɡarbuf) is een dorp (sołectwo) in de landgemeente Dwikozy, in het district Sandomierz, in het Woiwodschap Święty Krzyż, in het zuiden van Polen. Het ligt ongeveer 5 kilometer ten noorden van Dwikozy, 11 km ten noorden van Sandomierz en 83 km ten oosten van de regionale hoofdstad Kielce.
Het dorp had in 2011 224 inwoners. Het is vooral bekend als de geboorteplaats van Zawisza Czarny (circa 1379-1428), een Poolse ridder en nationale held.